# 2020년 하계 올림픽 시에라리온 선수단
2020년 하계 올림픽 시에라리온 선수단은 2021년 일본 도쿄에서 열린 2020년 하계 올림픽에 참가한 올림픽 시에라리온 선수단이다.
시에라리온은 2020년 도쿄 하계 올림픽에 출전했다. 원래 2020년 7월 24일부터 8월 9일까지 열릴 예정이었던 올림픽은 코로나19 범유행으로 인해 2021년 7월 23일부터 8월 8일로 연기되었다. 이는 1968년 첫 대회 이후 2번의 대회를 제외하고 모두 출전한 시에라리온의 12번째 하계 올림픽 출전이었다. 시에라리온은 1972년 뮌헨 하계 올림픽에 선수 등록을 하지 못했고, 나머지 아프리카 국가들과 함께 1976년 몬트리올 하계 올림픽도 보이콧했다.

## 출전 선수
| 종목 | 남자 | 여자 | 전체 |
| ---- | ---- | ---- | ---- |
| 육상 | 0    | 1    | 1    |
| 유도 | 1    | 0    | 1    |
| 수영 | 1    | 1    | 2    |
| 전체 | 2    | 2    | 4    |

## 같이 보기
- 올림픽 시에라리온 선수단